# Philus ophthalmicus
Philus ophthalmicus is een keversoort uit de familie Vesperidae. De wetenschappelijke naam van de soort werd in 1886 gepubliceerd door Francis Polkinghorne Pascoe.